# Нова-Касаба
Нова-Касаба (серб. Нова-Касаба / Nova Kasaba) — посёлок городского типа в общине Миличи Республики Сербской Боснии и Герцеговины (до 1991 года входила в общину Власеница). Население составляет 638 человек по переписи 2013 года. Расположен в 7 километрах от города Миличи (направление на Зворник).

## Образование
Первое упоминание о городе относится к 1641 году, когда великий визирь Кара Муса-паша обратился с просьбой построить мечеть и караван-сарай в Санджаке на территории деревни Гойкович. Непосредственной причиной стало то, что предыдущий караван-сарай сгорел. В ходе строительства многих местных жителей пришлось насильно выселять из домов. 16 сентября 1641 началось строительство мечети и караван-сарая и закончилось 29 мая 1643. Об этом упоминается в библиотеке Гази Хусрев-Бега.

## Спорт
В городе есть футбольная команда «Ядар», которая играет в региональной лиге Бирач.

## Известные уроженцы
- Новица Симич (1948—2012), генерал-полковник Армии Республики Сербской, командир Восточно-Боснийского корпуса.